# Taxithelium orthothecium
Taxithelium orthothecium là một loài Rêu trong họ Sematophyllaceae. Loài này được (A. Jaeger) Broth. miêu tả khoa học đầu tiên năm 1908.